# Cryphia bryophiloides
Cryphia bryophiloides är en fjärilsart som beskrevs av Rothschild. Cryphia bryophiloides ingår i släktet Cryphia och familjen nattflyn. Inga underarter finns listade i Catalogue of Life.